# Gibson Explorer
La Gibson Explorer è una chitarra elettrica prodotta dalla Gibson.

## Storia
Il primo modello fu costruito nel 1958, dopo il prototipo Futura. Il suo design è l'evoluzione della gibson Futura, e fa parte di un gruppo di 3 design che furono registrati da Gibson che comprendono la Flying V (modello che venne realizzato per primo), la succitata Futura (di cui la Explorer è la versione definitiva) e un modello che all'epoca non vide la luce, successivamente divenuto noto come Modern. Tale trittico di chitarre detto "modernist design", volto e ideato dall'allora neo presidente di Gibson Ted McCarty, è anche nota come "Korina series" perché originariamente realizzato utilizzando il legno di fraké (in inglese white limba) che era commercializzato negli stati uniti con il marchio registrato "Korina wood",
Lo slogan Gibson che pubblicizzava la gamma "X-Factor" nel 1958, composta dai modelli Explorer e Flying V, che ancora oggi sono presenti nel listino dell'azienda statunitense era «Per un pubblico particolare».
Dagli anni '80 la sua forma fu il tratto distintivo di Matthias Jabs degli Scorpions, James Hetfield dei Metallica e dell'heavy metal in generale. Inoltre, la Explorer venne suonata da Allen Collins dei Lynyrd Skynyrd che passò dalla leggendaria Firebird alla Explorer, tra i primissimi ad usarla con una certa regolarità.
A seconda del variare delle mode, il modello fu messo e tolto dalla produzione a più riprese, anche se alcune aziende ne producevano un'imitazione, alcune volte a un prezzo più accessibile, o con caratteristiche diverse da quelle della Gibson originale.
Tra queste aziende ci sono la Epiphone e la Hamer, che fece un tributo a questo modello chiamandolo Standard.
La Jackson Guitars, ispirandosi alla Gibson Explorer, disegnò la Jackson Kelly, chitarra molto popolare nell'ambiente dei chitarristi heavy metal, che fu disegnata da Bradford Kelly, chitarrista degli Heaven.
Prendendo d'esempio la Jackson, anche la ESP Guitars e la Dean iniziarono a fare copie o versioni di questa chitarra.
Il modello di Explorer più comune (quindi più commercializzato) è la Reissue '76 . Si presenta in tre colorazioni (Classic White, Ebony, Natural). La tastiera è in palissandro (tranne che per la Classic White che dispone di quella più pregiata in ebano). Il corpo è in mogano. Monta due pick-up humbucker prodotti dalla stessa Gibson, nello specifico 496R al manico e 500T al ponte.
L'Explorer fa parte della Designer Series della Gibson,

## Altre edizioni
Esistono varie edizioni della Gibson Explorer. La più prestigiosa è sicuramente la Korina del 1958, chitarra che fu prodotta in serie limitata nel 1958 appunto e di cui gli esemplari, col passare degli anni, hanno raggiunto prezzi esorbitanti, al punto da convincere la Gibson a riproporre saltuariamente il modello (un esempio è la Korina del 1991, limitata a 1000 pezzi) comunque a prezzi molto elevati (14.000 dollari).
Altre due edizioni degne di nota sono la Gothic e la Voodoo, di cui il modello Explorer faceva parte insieme a Les Paul Studio, Sg Standard e Flying V.
Matthias Jabs ha leggermente modificato con ponte tremolo e fasce nere, soprannominando il modello Explorer 90.
Nel 2011 la Gibson ha introdotto un nuovo modello chiamato Vampire Blood Moon, che monta pick-up attivi EMG, tremolo Schaller e ha una finitura particolare (Juju) nera con venature rosse. Sulla tastiera sono intarsiate goccioline di sangue invece dei soliti pallini in madreperla.